# 엑스박스 360 게임 목록
다음은 엑스박스 360의 발매된 게임 목록이다. 엑스박스 라이브 아케이드와 키넥트 전용 게임은 목록에 포함되지 않는다. 독점 여부의 "콘솔"은 마이크로소프트 윈도우를 이용하는 PC나 유닉스/리눅스, OS X용으로 출시되었으나 플레이스테이션 3 같은 다른 기종에서는 출시가 되지 않은 게임을 표기한다.
| 게임 제목                       | 개발사                        | 출판사                                | 한국             | 북미             | 일본             | 유럽             | 독점 여부 |
| ------------------------------- | ----------------------------- | ------------------------------------- | ---------------- | ---------------- | ---------------- | ---------------- | --------- |
| 007 퀀텀 오브 솔러스            | 트레이아크                    | 액티비전                              | 2008년 12월 19일 | 2008년 11월 4일  | 2009년 3월 26일  | 2008년 10월 31일 | 콘솔      |
| 기어즈 오브 워                  | 에픽 게임즈                   | 마이크로소프트 게임 스튜디오          | 2006년 11월 10일 | 2006년 11월 7일  | 2007년 1월 18일  | 2006년 11월 17일 | 콘솔      |
| 기어즈 오브 워 2                | 에픽 게임즈                   | 마이크로소프트 게임 스튜디오          | 2008년 11월 7일  | 2008년 11월 7일  | 2009년 7월 30일  | 2008년 11월 7일  | 네        |
| 기어즈 오브 워 3                | 에픽 게임즈                   | 마이크로소프트 게임 스튜디오          | 2011년           | 2011년           | 2011년           | 2011년           | 콘솔      |
| 나인티-나인 나이츠              | Q 엔터테인먼트, 판타그램      | 마이크로소프트 게임 스튜디오          | 2006년 5월 18일  | 2006년 8월 15일  | 2006년 4월 20일  | 2006년 9월 1일   | 네        |
| 나인티-나인 나이츠 2            | Q 엔터테인먼트, 필플러스      | 마이크로소프트 게임 스튜디오          | 2010년 7월 1일   | 2010년 6월 29일  | 2010년 7월 22일  | 2010년 9월 10일  | 네        |
| 니드 포 스피드: 모스트 원티드   | EA 블랙 박스                  | 일렉트로닉 아츠                       | 2006년 2월 24일  | 2005년 11월 16일 | 2005년 12월 10일 | 2005년 12월 2일  | 아니요    |
| 니드 포 스피드: 언더커버        | EA 블랙 박스                  | 일렉트로닉 아츠                       | 2008년 11월 19일 | 2008년 11월 18일 | 2008년 12월 18일 | 2008년 11월 21일 | 아니요    |
| 니드 포 스피드: 카본            | EA 블랙 박스                  | 일렉트로닉 아츠                       | 2006년 11월 27일 | 2006년 10월 31일 | 2006년 12월 21일 | 2006년 11월 3일  | 아니요    |
| 니드 포 스피드: 프로스트리트    | EA 블랙 박스                  | 일렉트로닉 아츠                       | 2007년 11월 16일 | 2007년 11월 14일 | 2008년 3월 19일  | 2007년 11월 23일 | 아니요    |
| 데드 스페이스                   | EA 레드우드 스튜디오          | 일렉트로닉 아츠                       | 2008년 10월 23일 | 2008년 10월 14일 | 발매안됨         | 2008년 10월 24일 | 아니요    |
| 데드 스페이스 2                 | 비서럴 게임즈                 | 일렉트로닉 아츠                       | 2011년 1월 26일  | 2011년 1월 25일  | 발매안됨         | 2011년 1월 28일  | 아니요    |
| 레인보우 식스: 베가스           | 밸브 코퍼레이션               | 밸브 코퍼레이션                       | 2006년 12월 1일  | 2006년 11월 12일 | 2007년 4월 26일  | 2006년 12월 1일  | 아니요    |
| 레프트 4 데드                   | 밸브 코퍼레이션               | 밸브 코퍼레이션                       | 2008년 11월 20일 | 2008년 11월 18일 | 2008년 11월 21일 | 2008년 11월 21일 | 콘솔      |
| 레프트 4 데드 2                 | 밸브 코퍼레이션               | 밸브 코퍼레이션                       | 2009년 11월 17일 | 2009년 11월 17일 | 2009년 11월 19일 | 2009년 11월 20일 | 콘솔      |
| 로스트: 비아 도무스             | 유비소프트 몬트리올           | 유비소프트                            | 발매안됨         | 2008년 2월 26일  |                  | 2008년 2월 29일  | 아니요    |
| 메달 오브 아너                  | EA 로스앤젤레스               | 일렉트로닉 아츠                       | 2010년 10월 12일 | 2010년 10월 12일 | 2010년 10월 21일 | 2010년 10월 15일 | 아니요    |
| 메달 오브 아너: 에어본          | EA 로스앤젤레스               | 일렉트로닉 아츠                       | 2007년 9월 14일  | 2007년 9월 4일   | 2007년 11월 22일 | 2007년 9월 7일   | 아니요    |
| 무쌍 오로치                     | 오메가 포스                   | 코에이                                | 2007년 10월 11일 | 2007년 9월 18일  | 2007년 9월 13일  | 2007년 9월 21일  | 아니요    |
| 무쌍 오로치 마왕재림            | 오메가 포스                   | 코에이                                | 2008년 12월 18일 | 2008년 9월 23일  | 2008년 9월 4일   | 2008년 9월 19일  | 아니요    |
| 문명 레볼루션                   | 피락시스                      | 2K 게임즈                             | 발매안됨         | 2008년 7월 8일   | 2008년 6월 13일  | 2008년 12월 11일 | 아니요    |
| 미러스 엣지                     | 디지털 일루션 CE              | 일렉트로닉 아츠                       | 2009년 1월 20일  | 2008년 11월 12일 | 2008년 12월 11일 | 2008년 11월 14일 | 아니요    |
| 바요네타                        | 플래티넘게임즈                | 세가                                  | 2010년 1월 5일   | 2010년 1월 5일   | 2009년 10월 29일 | 2010년 1월 8일   | 아니요    |
| 바이오쇼크                      | 2K 보스턴/2K 오스트레일리아   | 2K 게임즈                             | 2008년 1월 10일  | 2007년 8월 21일  | 2008년 2월 21일  | 2007년 8월 24일  | 아니요    |
| 바이오쇼크 2                    | 2K 오스트레일리아/ 2K 마린    | 2K 게임즈                             | 2010년 2월 11일  | 2010년 2월 9일   | 2010년 2월 9일   | 2010년 2월 9일   | 아니요    |
| 배트맨: 아캄 시티               | 락스테디 스튜디오             | 워너 브라더스 인터랙티브 엔터테인먼트 | 2011년 10월 19일 | 2011년 10월 18일 | 2010년 10월 23일 | 2010년 10월 21일 | 아니요    |
| 배트맨: 아캄 어사일럼           | 락스테디 스튜디오             | 워너 브라더스 인터랙티브 엔터테인먼트 | 2009년 9월 1일   | 2009년 8월 25일  | 2009년 8월 28일  | 2010년 1월 14일  | 아니요    |
| 배트맨: 아캄 오리진             | 워너 브라더스 게임스 몬트리올 | 워너 브라더스 인터랙티브 엔터테인먼트 | 2011년 10월 30일 | 2011년 10월 25일 | 2010년 10월 25일 | 2010년 10월 25일 | 아니요    |
| 버추어 테니스 3                 | 스모 디지털                   | 세가                                  | 2007년 4월 12일  | 2007년 3월 20일  | 발매안됨         | 2007년 3월 23일  | 아니요    |
| 버추어 테니스 4                 | 스모 디지털                   | 세가                                  | 2011년 4월 29일  | 2011년 5월 10일  | 2011년 6월 30일  | 2011년 4월 29일  | 아니요    |
| 뷰티플 괴혼                     | 반다이남코게임즈              | 반다이남코게임즈                      | 2007년 11월 22일 | 2007년 10월 16일 | 2007년 10월 18일 | 2008년 2월 29일  | 예        |
| 슈퍼 스트리트 파이터 4          | 캡콤                          | 캡콤                                  | 2010년 4월 28일  | 2010년 4월 27일  | 2010년 4월 28일  | 2010년 4월 20일  | 아니요    |
| 앨런 웨이크                     | 레미디 엔터테인먼트           | 마이크로소프트 게임 스튜디오          | 2010년 5월 18일  | 2010년 5월 18일  | 2010년 5월 27일  | 2010년 5월 14일  | 아니요    |
| 어쌔신 크리드                   | 유비소프트 몬트리올           | 유비소프트                            | 2007년 12월 20일 | 2007년 11월 13일 | 2007년 11월 29일 | 2007년 11월 15일 | 아니요    |
| 어쌔신 크리드 2                 | 유비소프트 몬트리올           | 유비소프트                            | 2009년 12월 17일 | 2009년 11월 17일 | 2009년 12월 3일  | 2009년 11월 20일 | 아니요    |
| 엘더 스크롤 4: 오블리비언       | 베데스다 게임 스튜디오        | 2K 게임즈, 베데스다 소프트웍스        | 2006년 3월 30일  | 2006년 3월 20일  | 2007년 7월 26일  | 2006년 3월 24일  | 아니요    |
| 엘더 스크롤 5: 스카이림         | 베데스다 게임 스튜디오        | 베데스다 소프트웍스                   | 2011년 11월 12일 | 2011년 11월 11일 | 2011년 12월 8일  | 2011년 11월 11일 | 아니요    |
| 오렌지 박스                     | 밸브 코퍼레이션               | 일렉트로닉 아츠                       | 2007년 10월 19일 | 2007년 10월 9일  | 2008년 5월 22일  | 2007년 10월 19일 | 아니요    |
| 진·삼국무쌍4 스페셜             | 오메가 포스                   | 코에이                                | 2006년 3월 9일   |                  | 2005년 12월 22일 |                  | 아니요    |
| 진·삼국무쌍4 엠파이어스         | 오메가 포스                   | 코에이                                | 2007년 5월 16일  |                  | 2006년 3월 23일  |                  | 아니요    |
| 진·삼국무쌍5                    | 오메가 포스                   | 코에이                                | 2008년 1월 31일  |                  | 2007년 11월 11일 |                  | 아니요    |
| 진·삼국무쌍5 엠파이어스         | 오메가 포스                   | 코에이                                | 2009년 6월 25일  |                  | 2009년 5월 28일  |                  | 아니요    |
| 진·삼국무쌍6                    | 오메가 포스                   | 코에이                                | 발매안됨         | 2011년 3월 29일  | 발매안됨         | 2011년 4월 8일   | 아니요    |
| 철권 6                          | 반다이 남코 게임스            | 반다이 남코 게임스                    | 2009년 10월 29일 | 2009년 10월 27일 | 2009년 10월 29일 | 2009년 10월 30일 | 아니요    |
| 철권 태그 토너먼트 2            | 반다이 남코 게임스            | 반다이 남코 게임스                    | 2012년 9월 11일  | 2012년 9월 11일  | 2012년 9월 13일  | 2012년 9월 14일  | 아니요    |
| 커맨드 앤 컨커 3: 타이베리움 워 | EA 로스앤젤레스               | 일렉트로닉 아츠                       | 2007년 6월 8일   | 2007년 5월 10일  | 발매안됨         | 2007년 5월 11일  | 콘솔      |
| 커맨드 앤 컨커 3: 케인의 분노   | EA 로스앤젤레스               | 일렉트로닉 아츠                       | 2008년 6월 25일  | 2008년 6월 23일  | 발매안됨         | 2008년 6월 27일  | 콘솔      |
| 콜 오브 듀티 4: 모던 워페어     | 인피니티 워드                 | 액티비전                              | 2007년 11월 16일 | 2007년 11월 6일  | 2007년 12월 27일 | 2007년 11월 7일  | 아니요    |
| 콜 오브 듀티: 모던 워페어 2     | 인피니티 워드                 | 액티비전                              | 2009년 11월 12일 | 2009년 11월 10일 | 2009년 12월 10일 | 2009년 11월 10일 | 아니요    |
| 콜 오브 듀티: 블랙 옵스         | 트레이아크                    | 액티비전                              | 2010년 11월 10일 | 2010년 11월 9일  | 2010년 11월 10일 | 2008년 11월 14일 | 아니요    |
| 콜 오브 듀티: 월드 앳 워        | 트레이아크                    | 액티비전                              | 2008년 12월 12일 | 2008년 11월 11일 | 발매안됨         | 2008년 11월 14일 | 아니요    |
| 포르자 모터스포츠 2             | 턴 10 스튜디오                | 마이크로소프트 게임 스튜디오          | 2007년 5월 29일  | 2007년 5월 29일  | 2007년 5월 24일  | 2007년 6월 8일   | 네        |
| 포르자 모터스포츠 3             | 턴 10 스튜디오                | 마이크로소프트 게임 스튜디오          | 2009년 10월 23일 | 2009년 10월 27일 | 2009년 10월 22일 | 2009년 10월 23일 | 네        |
| 포르자 모터스포츠 4             | 턴 10 스튜디오                | 마이크로소프트 게임 스튜디오          | 2011년 10월 11일 | 2011년 10월 13일 | 2011년 10월 13일 | 2011년 10월 14일 | 네        |
| 포르자 호라이즌                 | 턴 10 스튜디오                | 마이크로소프트 게임 스튜디오          | 2012년           | 2012년           | 2012년           | 2012년           |           |
| 포탈 2                          | 밸브 코퍼레이션               | 밸브 코퍼레이션                       | 2011년 4월 22일  | 2011년 4월 18일  | 2011년 4월 22일  | 2011년 4월 22일  | 아니요    |
| 피파 07                         | EA 캐나다                     | EA 스포츠                             | 2007년 1월 19일  | 2011년 10월 31일 | 발매안됨         | 2011년 10월 27일 | 아니요    |
| 피파 08                         | EA 캐나다                     | EA 스포츠                             | 2007년 10월 11일 | 2007년 10월 9일  | 2007년 12월 20일 | 2007년 9월 28일  | 아니요    |
| 피파 09                         | EA 캐나다                     | EA 스포츠                             | 2008년 10월 16일 | 2008년 10월 14일 | 2008년 11월 18일 | 2008년 10월 3일  | 아니요    |
| 피파 10                         | EA 캐나다                     | EA 스포츠                             | 2009년 10월 9일  | 2009년 10월 20일 | 발매안됨         | 2009년 10월 2일  | 아니요    |
| 피파 11                         | EA 캐나다                     | EA 스포츠                             | 2010년 9월 30일  | 2010년 9월 28일  | 2010년 9월 30일  | 2010년 10월 1일  | 아니요    |
| 피파 12                         | EA 캐나다                     | EA 스포츠                             | 2011년           | 2011년           | 2011년           | 2011년           | 아니요    |
| 헤일로 3                        | 번지                          | 마이크로소프트 게임 스튜디오          | 2007년 9월 28일  | 2007년 9월 25일  | 2007년 9월 27일  | 2007년 9월 26일  | 네        |
| 헤일로 3: ODST                  | 번지                          | 마이크로소프트 게임 스튜디오          | 2009년 9월 22일  | 2009년 9월 22일  | 2009년 9월 24일  | 2009년 9월 22일  | 네        |
| 헤일로 4                        | 번지                          | 마이크로소프트 게임 스튜디오          | 2012년           | 2012년           | 2012년           | 2012년           | 네        |